# Цоби
Слободан Вељковић (Београд, 11. април 1985), познатији под уметничким именом Цоби (Coby), српски је репер, текстописац, певач и један од најпопуларнијих продуцената у региону али и шире.
Рођен у Београду, Цоби је одрастао у Прокупљу, а музичком продукцијом је професионално почео да се бави током средње школе. Године 2007. се преселио у Београд, када је почео да сарађује са продукцијском кућом Bassivity Digital и да продуцира песме за српске репере. Неколико година је провео у Сједињеним Државама, где је радио у њујоршком огранку ове продукцијске куће, а по повратку у Србију се Басивитију придружио Раста, са којим је Цоби започео вишегодишњу сарадњу. У оквиру те сарадње, где је Цоби креирао музику а Раста писао текстове, овај двојац направио је велики број песама за бројне српске музичаре, између осталог и за Бобана Рајовића, Дару Бубамару, Ану Николић. Поред тога, Цоби се бавио продуцирањем музике како за српски, тако и за амерички реп, па је тако у том периоду креирао песме за репере попут Струке, Рексоне, Фурија Ђунте, Сивила, али и Френч Монтане, Рика Роса, Фети Вапа и других.
Широј јавности постао је познатији током 2015. године, када је активније почео да се бави певањем. Те године је заједно са ТХЦФ-ом, у склопу пројекта за емисију Досије, објавио песму Идеш за Канаду, а потом је уследио велики број синглова и дуета, као и концерти и наступи широм Србије, међу којима и наступ на фестивалу Music week на Ушћу пред више од 120.000 посетилаца. Сарађивао је са продуцентима филма, а потом и серије Јужни ветар, за чије је потребе продуцирао већи број песама, а такође и са Сенидом отпевао песму 4 стране света за филм, односно Пази се (са Јованом Николић) и Деведесете за серију.
Цоби је карактеристичан по свом јединственом стилу који представља мешавину народне и фолк музике и западњачке реп музике. Данас је познат по својеврсном „печату” који ставља на све своје песме — „Цоби, јеси ти радио траку?”.

## Биографија

### 2006—2014: Почеци
Слободан Вељковић је рођен 11. априла 1985. године у Београду, а одрастао је у Прокупљу.  Основну школу је завршио у Прокупљу, док је средњу музичку школу завршио у Нишу. Већ у том периоду је почео да се интересује за музику и да прави битове. Ту се упознао са већим бројем репера којима је правио битове. Током 2007. године преселио се у Београд и почео да ради за Басивити, након што је Рексона, власник продукцијске куће, чуо битове које је Цоби правио. Цоби је неколико година заједно са Рексоном радио на релацији Београд—Њујорк, а у потоњем су радили у њујоршком огранку Басивитија.
По повратку у Србију 2010. године, њих двојица су покушали да научено примене на српску сцену, поготово каталошку продају песама, односно креирање демо снимака које би продавали другим музичарима. У том периоду је започео и сарадњу са Растом, који је писао текстове за Цобијеве битове, па су тако њих двојица тада остварили сарадње са, између осталих, Бобаном Рајовићем и Даром Бубамаром, за коју су направили песму Опасан, а потом и песме Невоља и Карера које су јој омогућиле да поврати стару славу. Почетком јула 2014. године, Цоби и Раста су урадили песму која је имала пресудан утицај на Растину каријеру и која га је прославила широм Балкана, а то је била песма Кавасаки. Иако је тема песме била сасвим обична и не толико иновативна, начин на који је обрађена омогућила је Расти велику популарност, тако да ова песма тренутно на сајту Јутјуб броји преко 50 милиона приказа. Сарадње су настављене, па је Цоби креирао песме бројним познатим српским извођачима попут Цвије, Реље Поповића, Николије Јовановић, Саре Јо, Теодоре, Наташе Беквалац, Ане Станић, Гастоза, Љупке Стевић и других, за које је написао, продуцирао и аранжирао преко 400 песама.
Цоби је у оквиру Басивитија био активан и на међународном нивоу. Током 2014. године Басивити јe сарађивао са америчким музичарима Риком Росом и Фрeнч Монтаном, за које је написао песму Headache која сe нашла на Росовом албуму Hood Billionaire. Те године је сарађивао и са рeпeрком Ј. Динeро, за коју су снимили цео албум, а остварене су сарадње и са Raekwon The Schef, Maino, Uncle Murda, Џимом Џоунсом и бројним другим музичарима. Сарадња са Френч Монтаном је настављена следеће године, када је Цоби продуцирао песму See me now за заједнички микстејп Френч Монтане и Фети Вапа, на којој гостује и Лил Дурк.

### 2015—2017: Певачка каријера и шира популарност
Широј јавности постао је познатији када се појавио у улози певача у популарној песми Идеш за Канаду, коју је почетком 2015. године снимио заједно са ТХЦФ-ом, а која је стекла велику популарност. Песма је рађена у сарадњи са телевизијом Прва за потребе серијала Досије, који се у тој сезони бавио највећим нарко картелом на Балкану познатим као Земунски клан. Музику је радио Цоби, док је текст за песму написао ТХЦФ по узору на стварне догађаје. Сам наслов песме, између осталог, представља шифровану поруку за ликвидацију коју су користили чланови Земунског клана. Крајем исте године овај дуо објавио је и песму Ником није ноћас као мени, која је изашла за IDJVideos и која је такође доживела велики успех. Уследиле су сарадње и са другим музичарима, па је тако Цоби 2016. године објавио песме Црни син са Рељом Поповићем и Цвијом, Будала са ТХЦФ-ом, Ја то волим са Марлоном Бруталом, као и Џек и Џони са групом Конект.
Почетком 2016, Цоби и Раста су Ани Николић направили албум Лабилна, који је постао хит током те године, а идуће године су то урадили и са Даром Бубамаром, за коју су креирали албум Биографија. Цоби је током 2017. сарађивао и са Љупком Стевић, за коју је продуцирао песме Дело, Балканка (са Ем-си Стојаном) и Ћао ћао (са Растом). У том периоду објавио је дуете са Стојом, најпре песму Само јако (заједно са Рељом Поповићем), а потом и песму Чиста хемија. Сарадња са хрватском групом Конект је настављена, па је Цоби за њих продуцирао неколико песама, а такође су и заједно објавили песме Локација и Централни сепаре током 2017.
Сарађивао је и са Наташом Беквалац, за коју је написао песму Мала плава коју су заједно издали октобра 2018. године, а потом јој је написао и песму Дођи мами објављену јула 2019.  Током 2018. године започео је сарадњу са босанскохерцеговачким двојцем Џалом и Бубом, а прву заједничку песму под називом Она'е објавили су 17. јуна те године, непосредно пре концерта Џале и Бубе на стадиону Ташмајдан у Београду, на ком је Цоби био један од гостију.

### 2018—данас: Музика за филмове и соло албум
Цоби се, уз певање и продукцију, бави и креирањем песама за рекламе, филмове и серије. Почетком 2019. продуцирао је и снимио песму Ми смо нација иновација која се емитовала у реклами Министарства за иновације и технолошки развој, а потом и песму Само пробај која се појавила у реклами за Некст џој сокове.
Заједно са словеначком певачицом Сенидом, септембра 2018. године снимио је песму 4 стране света коју је објавила продукцијска кућа Басивити. Песма је снимана за потребе филма Јужни ветар који је премијерно приказан крајем 2018. године. За потребе тог филма, Цоби је такође објавио песму Јужни ветар гас са Милијем. Сарадња са продуцентима филма је настављена, па је Цоби учествовао у креирању музике и за серију Јужни ветар која се приказује од почетка 2020. године. Поред продукције, Цоби заједно са Јованом Николић објавио песму Пази се која је послужила као уводна шпица серије, као и песму Деведесете, која је коришћена као одјавна шпица за једну од епизода.
Цоби је јуна 2019. године сарађивао са симфонијским оркестром Strings n Roses у оквиру пројекта Како то мислиш не може који су реализовали Туборг и Басивити. У оквиру тог пројекта извео је две своје песме — Бисери из блата и Рамбо — уз пратњу оркестра. У том периоду је други пут наступао на Enter фестивалу у Топчидерском парку у Београду, а недуго потом и на Улазу, фестивалу популарне музике одржаном на Београдском сајму. Истог лета је, заједно са осталим музичарима из Басивитија, наступао пред више од 120.000 људи на Music week фестивалу на Ушћу.
Те године се појавио и у једној од епизода домаће серије Група, а такође је заједно са Растом учествовао у снимању документарног филма под називом Бисери из блата. Филм, назван по Цобијевој песми, говори о историји музике у Србији од почетка овог миленијума, о новим начинима креирања и дистрибуирања исте, а такође представља и својеврсну биографију ове двојице музичара.
Цоби је крајем новембра 2019. године издао песму Прави реп којом је најавио свој истоимени албум првенац. Албум би требало да изађе у септембру 2020, а поред насловне нумере марта 2020. су изашле и песме Деведесете — у оквиру пројекта за серију Јужни ветар — и Табак мала — која носи име по прокупачком насељу у ком је Цоби одрастао.
2022. године сарађује са Милицом Павловић на нумери 15ica за коју се потписује за музику и аранжман. Са истом певачицом сарађује поново на њеном албуму "Лав" годину дана касније, где за песму Краљица проклетих пише музику и текст a њихова дуетска нумера Илегала достиже милионске прегледе.

## Дискографија

### Албуми
| №  | Назив                       | Трајање |  |
| 1. | Табак мала                  |         |  |
| 2. | Живим ове риме (ft. 30Zona) |         |  |
| 3. | Деведесете                  |         |  |
| 4. | Жива легенда                |         |  |
| 5. | Прави реп                   |         |  |
| 6. | Златно дете                 |         |  |

### Синглови
- Презентреп (2005)
- Љубавна (ft. Занега, 2005)
- Док мисли нам лутају (ft. Занега, 2005)
- ПППП Прокупачки реп (2005)
- Old Skool Mastaz (ft. Ник, 2005)
- Одбојка на плажи (ft. Мире, 2006)
- Хит (2006)
- Мала из краја (ft. Дада, 2009)
- Ја сам пас (ft. Бане, Ник, 2011)
- ПК ПК (ft. Бане, Ник, 2011)
- Хало докторе (ft. Бане, Ник, 2011)
- Interlude (2011)
- 808 Thing (2012)
- Лице медузе (ft. One Shot, 2012)
- То нисам био ја (2013)
- Умочићу (2013)
- Марко Настић flow (ft. Арафат, Дрипац, 2013)
- Превише сам кул (2013)
- Хало докторе (ft. Фурио Ђунта, 2013)
- Новац прича (2014)
- Табакмала (2014)
- Идеш за Канаду (ft. ТХЦФ, 2015)
- Мала (ft. Раста, 2015)
- Ником није ноћас као мени (ft. ТХЦФ, 2015)
- Најбољи у послу (ft. Жути, 2015)
- Водимо рат (ft. Connect, 2015)
- Невоља (ft. Дара Бубамара, 2016)
- Црни син (ft. Реља Поповић и Цвија, 2016)
- Будала (ft. ТХЦФ, 2016)
- Џек и Џони (ft. Конект, 2016)
- Ја то волим (ft. Марлон Брутал, 2016)
- Срећа (ft. Раста, 2017)
- Локација (ft. Конект, 2017)
- Само јако (ft. Реља Поповић и Стоја, 2017)
- Ред и закон[58] (ft. Гога Секулић, 2017)
- Страшно (2017)
- Крвави Балкан (ft. ТХЦФ, 2017)
- Екипа најјача (ft. ТХЦФ, 2017)
- Централни сепаре (ft. Конект, 2017)
- Скините нам форе (2018)
- Рамбо (2018)
- Шта се пије (ft. ТХЦФ, 2018)
- 200 на сат (2018)
- Хеинекен (ft. Вук Моб, 2018)
- Чиста хемија (ft. Стоја, 2018)
- Она'е (ft. Џала Брат и Буба Корели, 2018)
- Мами (2018)
- 4 стране света (ft. Senidah, 2018)
- Рари (ft. Теодора Џехверовић, 2018)
- Мала плава (ft. Наташа Беквалац, 2018)
- То је још само литар (2018)
- HMOSCHINO (2018)
- Бисери из блата (2018)
- Bella Hadid (ft. Јаско, 2018)
- Јужни ветар гас (ft. Мили, 2018)
- Ми смо нација иновација (2018)
- Лукас (2019)
- Звер  (2019)
- Лето је  (2019)
- Само пробај (2019)
- O.D.D.D. (ft. Џала Брат и Буба Корели, 2019)
- Моја браћа (2019)
- То нисам био ја (remaster, 2019)[59]
- Прави реп (2019)
- Пази се (ft. Јована Николић, 2020)
- Деведесете (2020)
- Табак мала (2020)
- Шта се пије (Био сам све) (2021)
- Одакле сам ја (ft. Римски, 2021)
- Дивљам (ft. Џала Брат, Буба Корели, 2021)
- Нове паре (ft. Криско, 2021)
- Септембар (2021)
- Живи кад је ноћ (2022)
- Не воле ме сви (ft. GIR, 2022)
- Када сване (2022)
- Живот скуп (ft. Цвија, 2022)

## Продукција
| Наслов                                                                                         | Година | Извођач(и)                  | Албум                  |
| ---------------------------------------------------------------------------------------------- | ------ | --------------------------- | ---------------------- |
| Интро                                                                                          | 2007   | THCF                        | THC La Familia         |
| Идемо до краја                                                                                 | 2007   | THCF                        | THC La Familia         |
| Шта знаш                                                                                       | 2007   | THCF                        | THC La Familia         |
| За улицу ортаке (remix)                                                                        | 2007   | THCF                        | THC La Familia         |
| После свега                                                                                    | 2008   | Ajzea                       | Ко да дували смо лепак |
| Мајмун издуо                                                                                   | 2009   | THCF                        | Мајмун издуо           |
| Тренерка стил                                                                                  | 2009   | THCF                        | Мајмун издуо           |
| Интро / Уз'и лову                                                                              | 2010   | V.I.P.                      | Жива истина            |
| Остави се музике                                                                               | 2010   | V.I.P.                      | Жива истина            |
| Гето                                                                                           | 2010   | V.I.P.                      | Жива истина            |
| Док живот цури                                                                                 | 2010   | V.I.P.                      | Жива истина            |
| Сви ти дани лепи                                                                               | 2010   | V.I.P.                      | Жива истина            |
| Верни керови                                                                                   | 2010   | V.I.P.                      | Жива истина            |
| Пијана                                                                                         | 2010   | V.I.P.                      | Жива истина            |
| Нисам роб за П.П.                                                                              | 2010   | V.I.P.                      | Жива истина            |
| Љубав преко жице                                                                               | 2010   | V.I.P.                      | Жива истина            |
| Мој град (Срце зове)                                                                           | 2010   | V.I.P.                      | Жива истина            |
| Кримоси са значкама (ft. Ролекс, THCF)                                                         | 2010   | V.I.P.                      | Жива истина            |
| Клара Шуман                                                                                    | 2010   | V.I.P.                      | Жива истина            |
| Улица нас зове назад (ft. Александра Ковач)                                                    | 2010   | V.I.P.                      | Жива истина            |
| Руке горе за крај / Outro                                                                      | 2010   | V.I.P.                      | Жива истина            |
| Знам да могу                                                                                   | 2010   | Рексона                     | сингл                  |
| Clara Schumann RMX (ft. V.I.P.)                                                                | 2010   | Струка                      | Liberace Mixtape       |
| Само да си са мном                                                                             | 2010   | Елитни одреди               | Око света              |
| Другу нећу (ft. Sha)                                                                           | 2010   | Елитни одреди               | Око света              |
| Једноставно                                                                                    | 2010   | Елитни одреди               | Око света              |
| Ја бих хтео да знам                                                                            | 2010   | Елитни одреди               | Око света              |
| Молим Бога                                                                                     | 2010   | Елитни одреди               | Око света              |
| Љубав и милион долара                                                                          | 2010   | Елитни одреди               | Око света              |
| Џек и Чивас (ft. Дарко Јовановић)                                                              | 2010   | Елитни одреди               | Око света              |
| Деца града                                                                                     | 2010   | Елитни одреди               | Око света              |
| Далматинка (ft. Јелена Розга)                                                                  | 2011   | Connect                     | 3jumf                  |
| Није проблем (ft. Мјан)                                                                        | 2011   | Рексона                     | сингл                  |
| Реп није мртав (ft. 90Naz)                                                                     | 2012   | One Shot                    | One Shot Mixtape       |
| Треба да знате                                                                                 | 2012   | One Shot                    | One Shot Mixtape       |
| Проблем                                                                                        | 2012   | One Shot                    | One Shot Mixtape       |
| Са нама                                                                                        | 2012   | One Shot                    | One Shot Mixtape       |
| Сви ме виде                                                                                    | 2012   | One Shot                    | One Shot Mixtape       |
| Air Max и 20 евра (ft. Икац)                                                                   | 2012   | One Shot                    | One Shot Mixtape       |
| Љубави                                                                                         | 2012   | One Shot                    | One Shot Mixtape       |
| Мораш сам                                                                                      | 2012   | One Shot                    | One Shot Mixtape       |
| Busy (ft. McN)                                                                                 | 2012   | One Shot                    | One Shot Mixtape       |
| Не могу да престанем (ft. 90Naz)                                                               | 2012   | One Shot                    | One Shot Mixtape       |
| Дај ми само један осмех                                                                        | 2012   | One Shot                    | One Shot Mixtape       |
| Докторе (ft. Фурио Ђунта)                                                                      | 2012   | One Shot                    | One Shot Mixtape       |
| Шта је то? (ft. Икац)                                                                          | 2012   | One Shot                    | One Shot Mixtape       |
| Штек                                                                                           | 2012   | One Shot                    | One Shot Mixtape       |
| Могли би да пробамо                                                                            | 2012   | One Shot                    | One Shot Mixtape       |
| Лице медузе                                                                                    | 2012   | One Shot                    | синглови               |
| Freestyle (Капуљача стил)                                                                      | 2012   | Мали Мире                   | синглови               |
| Задњи плес                                                                                     | 2012   | McN                         | Ћелија 44              |
| Боби Браун                                                                                     | 2012   | B Crew                      | Институција            |
| Бараба                                                                                         | 2013   | Бобан Рајовић               | Војник заблуда         |
| Replay (ft. Eeva)                                                                              | 2013   | Струка                      | Опет ту                |
| Никада                                                                                         | 2013   | Мали Мире                   | сингл                  |
| Три чаше                                                                                       | 2013   | Милица Тодоровић            | сингл                  |
| Баталио реп                                                                                    | 2013   | Дада                        | сингл                  |
| Секта                                                                                          | 2013   | Фурио Ђунта                 | Луцидан потез          |
| Дођи у мој град                                                                                | 2013   | Фурио Ђунта                 | Луцидан потез          |
| Живимо ноћу (ft. Раста, Eeva)                                                                  | 2013   | Фурио Ђунта                 | Луцидан потез          |
| Како било синоћ? (ft. Икац)                                                                    | 2013   | Фурио Ђунта                 | Луцидан потез          |
| 6 ујутру (ft. Демонио)                                                                         | 2013   | Фурио Ђунта                 | Луцидан потез          |
| Ритам и блуз                                                                                   | 2013   | Фурио Ђунта                 | Луцидан потез          |
| Вуду лутке                                                                                     | 2013   | Фурио Ђунта                 | Луцидан потез          |
| 14. септембар                                                                                  | 2013   | Фурио Ђунта                 | Луцидан потез          |
| Треба ми одмор                                                                                 | 2013   | Фурио Ђунта                 | Луцидан потез          |
| Преспаваћу дан                                                                                 | 2013   | Фурио Ђунта                 | Луцидан потез          |
| Јачи од смрти                                                                                  | 2013   | Ајзи                        | Јачи од смрти          |
| Доста је било (ft. Јован)                                                                      | 2013   | Ајзи                        | Јачи од смрти          |
| Ко је најјачи у граду                                                                          | 2013   | Ајзи                        | Јачи од смрти          |
| Златни метак (ft. J)                                                                           | 2013   | Ајзи                        | Јачи од смрти          |
| Ти не би овде (ft. Ди-џеј Муња, 90Naz)                                                         | 2013   | Ајзи                        | Јачи од смрти          |
| Војник (ft. Младен Салковић)                                                                   | 2013   | Ајзи                        | Јачи од смрти          |
| Гост (ft. 90Naz)                                                                               | 2013   | Ајзи                        | Јачи од смрти          |
| Улични рат (ft. J)                                                                             | 2013   | Ајзи                        | Јачи од смрти          |
| Нисмо више другови (ft. Onyx)                                                                  | 2013   | Ајзи                        | Јачи од смрти          |
| Заглављен у гету (ft. Ди-џеј Муња, 90Naz)                                                      | 2013   | Ајзи                        | Јачи од смрти          |
| Моли се за мене (ft. Дарка Рајић)                                                              | 2013   | Ајзи                        | Јачи од смрти          |
| Улице воле своју децу                                                                          | 2013   | Ајзи                        | сингл                  |
| Радо бих                                                                                       | 2013   | Сивило                      | Тамна страна среће     |
| Времеплов                                                                                      | 2013   | Сивило                      | Тамна страна среће     |
| Добру вољу ловимо (ft. Бдат Џутим)                                                             | 2013   | Сивило                      | Тамна страна среће     |
| Више од другова                                                                                | 2013   | Сивило                      | Тамна страна среће     |
| Само да знаш                                                                                   | 2013   | Сивило                      | Тамна страна среће     |
| Постати човјек                                                                                 | 2013   | Сивило                      | Тамна страна среће     |
| Комплекс                                                                                       | 2013   | Сивило                      | Тамна страна среће     |
| Јебао вас тренд (ft. Струка)                                                                   | 2013   | Сивило                      | Тамна страна среће     |
| Менталитет                                                                                     | 2013   | Сивило                      | Тамна страна среће     |
| Крај приче (ft. Ayllah)                                                                        | 2013   | Сивило                      | Тамна страна среће     |
| Године када смо се вољели                                                                      | 2013   | Сивило                      | Тамна страна среће     |
| Недодирљив (ft. V.I.P.)                                                                        | 2013   | Сивило                      | Тамна страна среће     |
| Молим ђаволе                                                                                   | 2013   | Сивило                      | Тамна страна среће     |
| Може се рећи                                                                                   | 2013   | Арафат                      | Папир цвет маказе      |
| Буразеру                                                                                       | 2013   | Арафат                      | Папир цвет маказе      |
| 365 дана (ft. Џери)                                                                            | 2013   | Арафат                      | Папир цвет маказе      |
| У последње време (ft. Рексона)                                                                 | 2013   | Арафат                      | Папир цвет маказе      |
| Џои Бартон                                                                                     | 2013   | Арафат                      | Папир цвет маказе      |
| Мало другачије (ft. Зиплок)                                                                    | 2013   | Арафат                      | Папир цвет маказе      |
| Криво ми је                                                                                    | 2013   | Арафат                      | Папир цвет маказе      |
| Форма идеале (ft. Жути, Чоко Миш)                                                              | 2013   | Арафат                      | Папир цвет маказе      |
| З бркатим јеврејем на слици (ft. Марлон Брутал)                                                | 2013   | Арафат                      | Папир цвет маказе      |
| 5 до 12                                                                                        | 2013   | Арафат                      | Папир цвет маказе      |
| Ориђиђи (ft. THCF)                                                                             | 2013   | Арафат                      | Папир цвет маказе      |
| Билибанула (ft. Палке)                                                                         | 2013   | Арафат                      | Папир цвет маказе      |
| Криво ми је (remix) (ft. Газда Паја, Фурио Ђунта, Дарвин)                                      | 2013   | Арафат                      | Папир цвет маказе      |
| Искористио сам реп                                                                             | 2013   | Арафат                      | Папир цвет маказе      |
| Сомалија (ft. Раста)                                                                           | 2013   | Зли Тони                    | сингл                  |
| Дрип хоп                                                                                       | 2013   | Дрипац, Раста               | Улице vol. 2           |
| Математика мог тима                                                                            | 2013   | One Shot                    | Улице vol. 2           |
| Опасан                                                                                         | 2014   | Дара Бубамара               | Биографија             |
| Acid                                                                                           | 2014   | Eeva                        | Part of the Plan       |
| Backdoor                                                                                       | 2014   | Eeva                        | Part of the Plan       |
| Мој пут                                                                                        | 2014   | Римски                      | Мој пут                |
| Кавасаки                                                                                       | 2014   | Раста                       | сингл                  |
| Само за твоје очи                                                                              | 2014   | Гру                         | сингл                  |
| Дугме по дугме (ft. Раста)                                                                     | 2014   | Гру                         | сингл                  |
| Карера                                                                                         | 2014   | Дара Бубамара               | Биографија             |
| А пта ви мислите о томе                                                                        | 2014   | Брут                        | Острво без океана      |
| Headache (ft. Френч Монтана)                                                                   | 2014   | Рик Рос                     | Hood Billionaire       |
| Не мрзим никог али не дам ни на своје                                                          | 2014   | THCF                        | ТХЦФ је више од репа   |
| Халкидики је курац                                                                             | 2014   | THCF                        | ТХЦФ је више од репа   |
| Најјача песма                                                                                  | 2014   | THCF                        | ТХЦФ је више од репа   |
| Секс манијак (ft. Раста, Зли Тони)                                                             | 2014   | Јура                        | сингл                  |
| Не дирај то (ft. Sky Wikluh)                                                                   | 2014   | Кенди                       | Ван домета             |
| Луксуз (ft. Рексона, Плема)                                                                    | 2014   | Кенди                       | Ван домета             |
| Посејдон                                                                                       | 2014   | Кенди                       | Ван домета             |
| Др. Џекил и Мр. Хајд                                                                           | 2014   | Кенди                       | Ван домета             |
| Ван памети                                                                                     | 2014   | Кенди                       | Ван домета             |
| Скупе игре (ft. Повло)                                                                         | 2014   | Paid in Full                | Свежа крв vol. 1       |
| Хејхе                                                                                          | 2014   | Брут                        | Свежа крв vol. 1       |
| 3GB                                                                                            | 2014   | Зли Тони                    | Тони је истина         |
| Комодо змај                                                                                    | 2014   | Зли Тони                    | Тони је истина         |
| Где сте                                                                                        | 2014   | Зли Тони                    | Тони је истина         |
| Лула мира (ft. Мали Мире)                                                                      | 2014   | Зли Тони                    | Тони је истина         |
| Хеј Б (ft. Фурио Ђунта)                                                                        | 2014   | Зли Тони                    | Тони је истина         |
| Фолк звезда (ft. Цоби)                                                                         | 2014   | Зли Тони                    | Тони је истина         |
| Pill (ft. Boyana)                                                                              | 2014   | Зли Тони                    | Тони је истина         |
| Најлепше рибе раде најпрљавије ствари (ft. Раста)                                              | 2014   | Зли Тони                    | Тони је истина         |
| Нисам то што мислиш (ft. Арафат, Марлон Брутал)                                                | 2014   | Зли Тони                    | Тони је истина         |
| Од тебе могу више                                                                              | 2015   | Ана Станић                  | Прича за памћење       |
| Драги                                                                                          | 2015   | Ана Станић                  | Прича за памћење       |
| Меланхолија                                                                                    | 2015   | Ана Станић                  | Прича за памћење       |
| Овај дан                                                                                       | 2015   | Ана Станић                  | Прича за памћење       |
| Руке                                                                                           | 2015   | Ана Станић                  | Прича за памћење       |
| Дилема                                                                                         | 2015   | Мартина Врбос               | сингл                  |
| Кавали                                                                                         | 2015   | Раста                       | сингл                  |
| Жена змај                                                                                      | 2015   | Дара Бубамара               | Биографија             |
| Богу хвала                                                                                     | 2015   | Цвија                       | Богу хвала             |
| Успони и падови                                                                                | 2015   | Арафат                      | Закуни се              |
| Paciotti Snovi                                                                                 | 2015   | Арафат                      | Закуни се              |
| Немој Војо!                                                                                    | 2015   | Арафат                      | Закуни се              |
| Цела заједница месна (ft. Бвана)                                                               | 2015   | Микри Маус                  | Микријев забавник      |
| Бићу ту / 20 година касније (ft. Газда Паја)                                                   | 2015   | Гру                         | синглови               |
| Балкан                                                                                         | 2015   | Раста, Дадо Полумента, Жути | синглови               |
| Хабиби                                                                                         | 2015   | Раста, Буба Корели          | синглови               |
| Амин (ft. Рига)                                                                                | 2015   | Риста                       | синглови               |
| Сомалија (remix) (ft. Раста, Жути, Риста Зиплок, Мали Мире, Фурио Ђунта, Арафат, Струка, Eeva) | 2015   | Зли Тони                    | Тони је истина         |
| Најбољи у послу                                                                                | 2015   | Жути                        | То сам ја              |
| Град палих анђела                                                                              | 2015   | Жути                        | То сам ја              |
| На улици (У клубу)                                                                             | 2015   | Жути                        | То сам ја              |
| See me now (ft. Лил Дурк)                                                                      | 2015   | Френч Монтана, Фети Вап     | Coke Zoo               |
| 123                                                                                            | 2015   | Струка, Рексона             | Тотална контрола       |
| Руже и пиштоље                                                                                 | 2015   | Струка, Рексона             | Тотална контрола       |
| D.U.I.                                                                                         | 2015   | VonEve                      | синглови               |
| TGIM                                                                                           | 2015   | VonEve                      | синглови               |
| Буља                                                                                           | 2015   | Connect                     | синглови               |
| Someone new                                                                                    | 2015   | Fake                        | синглови               |
| Веном                                                                                          | 2015   | Вуку                        | синглови               |
| Порука (ft. DJ Tazz)                                                                           | 2016   | Ин виво, Леон               | синглови               |
| Краљ подземља                                                                                  | 2016   | McN                         | синглови               |
| Барјак црн ко ноћ                                                                              | 2016   | Марлон Брутал               | синглови               |
| Невоља                                                                                         | 2016   | Дара Бубамара               | Биографија             |
| Треп бог                                                                                       | 2016   | Фокс                        | Турнеја                |
| Фригидна (ft. Раста)                                                                           | 2016   | Ана Николић                 | Лабилна                |
| Мала                                                                                           | 2016   | Ана Николић                 | Лабилна                |
| Тело                                                                                           | 2016   | Ана Николић                 | Лабилна                |
| Да те вратим                                                                                   | 2016   | Ана Николић                 | Лабилна                |
| Лабилна                                                                                        | 2016   | Ана Николић                 | Лабилна                |
| 200/100                                                                                        | 2016   | Ана Николић                 | Лабилна                |
| Конкретно (ft. Раста)                                                                          | 2016   | Ана Николић                 | Лабилна                |
| Фрикови                                                                                        | 2016   | Ана Николић                 | Лабилна                |
| Ове ноћи                                                                                       | 2016   | Connect                     | сингл                  |
| Превише исти (ft. Раста)                                                                       | 2016   | Маре                        | Звезда моја            |
| Бахами                                                                                         | 2016   | Цвија                       | Хероји                 |
| Вози                                                                                           | 2016   | Тајзи, Спејко               | синглови               |
| Намерно                                                                                        | 2016   | Гастоз                      | синглови               |
| Дело                                                                                           | 2016   | Љупка Стевић                | синглови               |
| Живот је леп                                                                                   | 2016   | Мали Мире, Фурио Ђунта      | синглови               |
| Брже, јаче, боље                                                                               | 2016   | V.I.P.                      | синглови               |
| Fast Life                                                                                      | 2016   | VonEve                      | синглови               |
| Diese Zeit                                                                                     | 2016   | Queeen                      | синглови               |
| Милион                                                                                         | 2017   | Еврокрем барабе             | синглови               |
| Боли глава (ft. Зли Тони)                                                                      | 2017   | R.I.N.A.                    | синглови               |
| Тони Монтана                                                                                   | 2017   | Manche, Рале, Dinna         | синглови               |
| Моја ствар                                                                                     | 2017   | Раста                       | Индиго                 |
| Срећа                                                                                          | 2017   | Раста                       | Индиго                 |
| Ведро небо                                                                                     | 2017   | Раста                       | Индиго                 |
| Ноћи немирне                                                                                   | 2017   | Раста                       | Индиго                 |
| Армани (ft. Зли Тони, Мали Мире)                                                               | 2017   | Раста                       | синглови               |
| Хит ствар                                                                                      | 2017   | Жути                        | синглови               |
| Сахара                                                                                         | 2017   | Марин Новаковић             | синглови               |
| Дилинџер                                                                                       | 2017   | BCREW                       | Институција            |
| Мртав човек                                                                                    | 2017   | Цвија                       | Хероји                 |
| R.I.P.                                                                                         | 2017   | Сандра Африка               | Пијана                 |
| Балканка (ft. Љупка Стевић)                                                                    | 2017   | Ем-си Стојан                | Бахата                 |
| Почасна ложа (ft. Мали Мире)                                                                   | 2017   | Фурио Ђунта                 | Време ничега           |
| Стани зоро (ft. Марко Роквић)                                                                  | 2017   | THCF                        | синглови               |
| Немам времена за то                                                                            | 2017   | Сара Јо                     | синглови               |
| Екстравагантно                                                                                 | 2017   | Дара Бубамара               | Биографија             |
| Отров                                                                                          | 2017   | Дара Бубамара               | Биографија             |
| Фешта                                                                                          | 2017   | Беца Фантастик              | Уникат                 |
| Лош момак                                                                                      | 2017   | Николија                    | Yin & Yang             |
| Само кажи                                                                                      | 2017   | Гастоз                      | сингл                  |
| Крими мала                                                                                     | 2017   | Connect                     | сингл                  |
| Ћао ћао (ft. Раста)                                                                            | 2017   | Љупка Стевић                | сингл                  |
| Кристијан Греј                                                                                 | 2017   | Теодора                     | сингл                  |
| Ја то волим (ft. Цоби)                                                                         | 2017   | Ђус                         | Од блата до злата      |
| Погрешна ноћ                                                                                   | 2017   | Милиграм                    | Нови Милиграм грми!    |
| Аманет                                                                                         | 2017   | Милиграм                    | Нови Милиграм грми!    |
| Елена                                                                                          | 2017   | Рига Дри                    | синглови               |
| Ред и закон                                                                                    | 2017   | Гога Секулић                | синглови               |
| Мало                                                                                           | 2018   | Николија                    | синглови               |
| Само сипај                                                                                     | 2018   | Ди-џеј Шоне                 | синглови               |
| Сумњива лица (ft. Ахмед)                                                                       | 2018   | One Shot                    | синглови               |
| Грми                                                                                           | 2018   | Мили                        | синглови               |
| Вампир                                                                                         | 2018   | Милиграм                    | синглови               |
| Откад сам без тебе                                                                             | 2018   | Connect                     | синглови               |
| Од лета до лета (ft. Северина)                                                                 | 2018   | Милиграм                    | синглови               |
| Седмо небо                                                                                     | 2018   | Елон                        | синглови               |
| Живим живот                                                                                    | 2018   | Мили                        | Мало јачи гас          |
| Слажем                                                                                         | 2018   | Николија                    | Yin & Yang             |
| Грми                                                                                           | 2018   | Мили                        | синглови               |
| Коцка                                                                                          | 2018   | Слоба Радановић             | синглови               |
| Рамбо (Remix)                                                                                  | 2018   | Елон                        | синглови               |
| Hollywood                                                                                      | 2018   | Surreal                     | синглови               |
| Борба                                                                                          | 2018   | Марлон Брутал               | синглови               |
| Лице медузе (remix) (ft. Кенди, Рексона, Сивило)                                               | 2018   | Зли Тони                    | Тони је истина         |
| Бијела врана                                                                                   | 2019   | Северина                    | Хало                   |
| Лоша                                                                                           | 2019   | Северина                    | Хало                   |
| Алтернатива                                                                                    | 2019   | Теодора                     | Борбена                |
| Да да да                                                                                       | 2019   | Инас                        | сингл                  |
| Супер (ft. Дада)                                                                               | 2019   | Рексона                     | сингл                  |
| Црно срце                                                                                      | 2019   | Senidah                     | Bez tebe               |
| Није лако бити ја (ft. Fox)                                                                    | 2019   | Николија                    | Yin & Yang             |
| Што ми ради то                                                                                 | 2019   | Николија                    | Yin & Yang             |
| Дама без пардона                                                                               | 2019   | Николија                    | Yin & Yang             |
| Ове ноћи                                                                                       | 2019   | Николија                    | Yin & Yang             |
| Секси бизнисмен (remix) (ft. Брзо Трчи Љанми)                                                  | 2019   | Гога Секулић                | синглови               |
| Клан                                                                                           | 2019   | Катарина Живковић           | синглови               |
| Грешка у гену                                                                                  | 2019   | Индира Левак                | синглови               |
| Дођи мами                                                                                      | 2019   | Наташа Беквалац             | синглови               |
| Туга из поршеа                                                                                 | 2019   | Реља Поповић                | Made in BLKN           |
| Нисам број један                                                                               | 2020   | McN                         | 21 грам                |
| Сара                                                                                           | 2020   | McN                         | 21 грам                |
| Секс здравље православље                                                                       | 2020   | Surreal                     | Сам у кући 2           |